# Ludwig Klingenberg

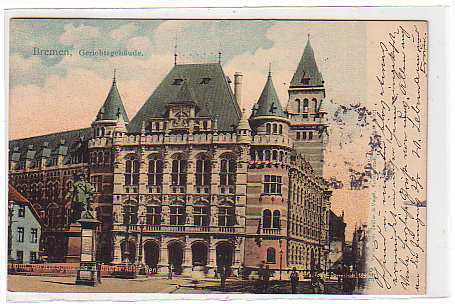
Gerichtshaus Bremen 1902

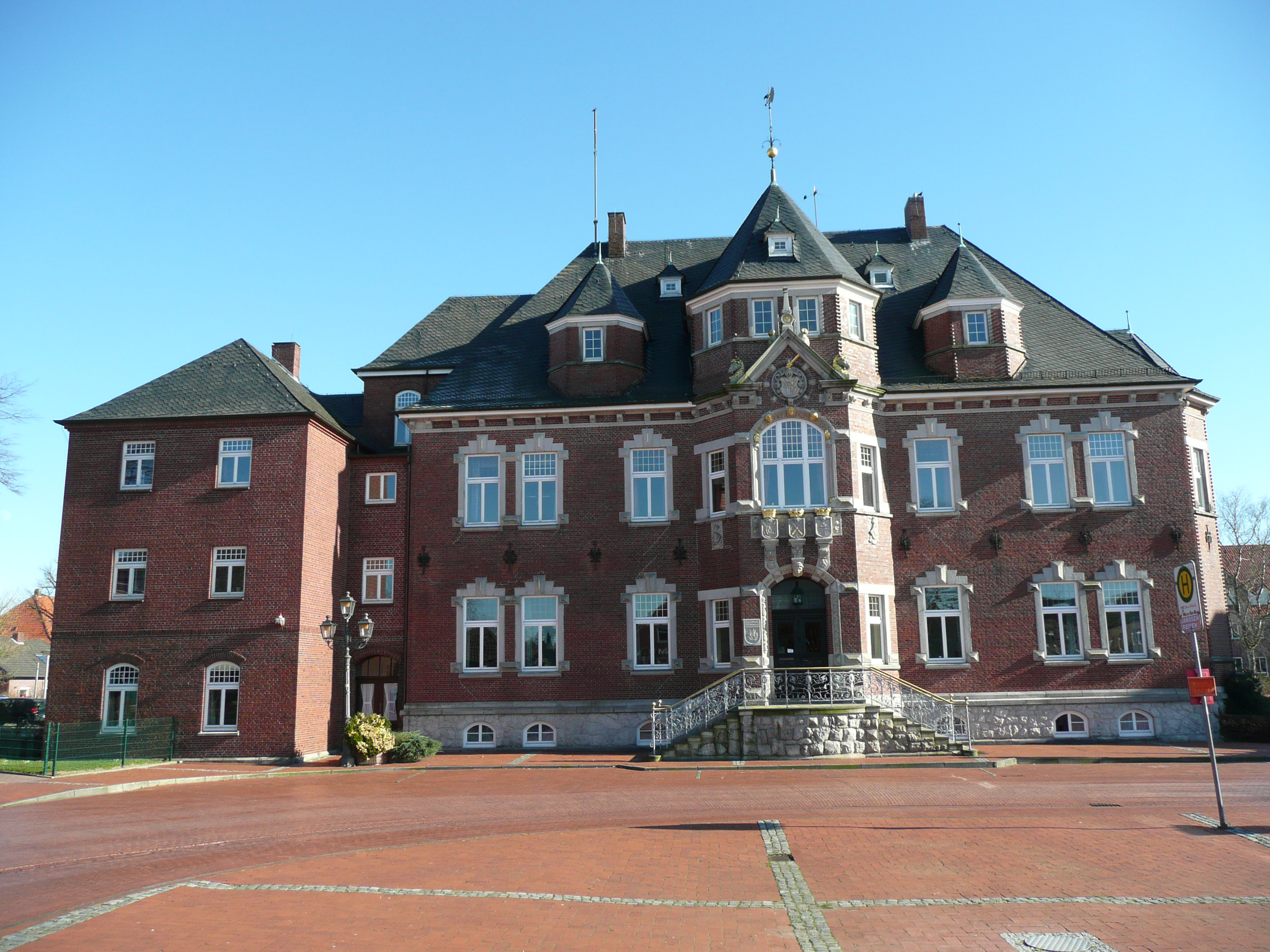
Kreishaus des Landkreises Wittmund

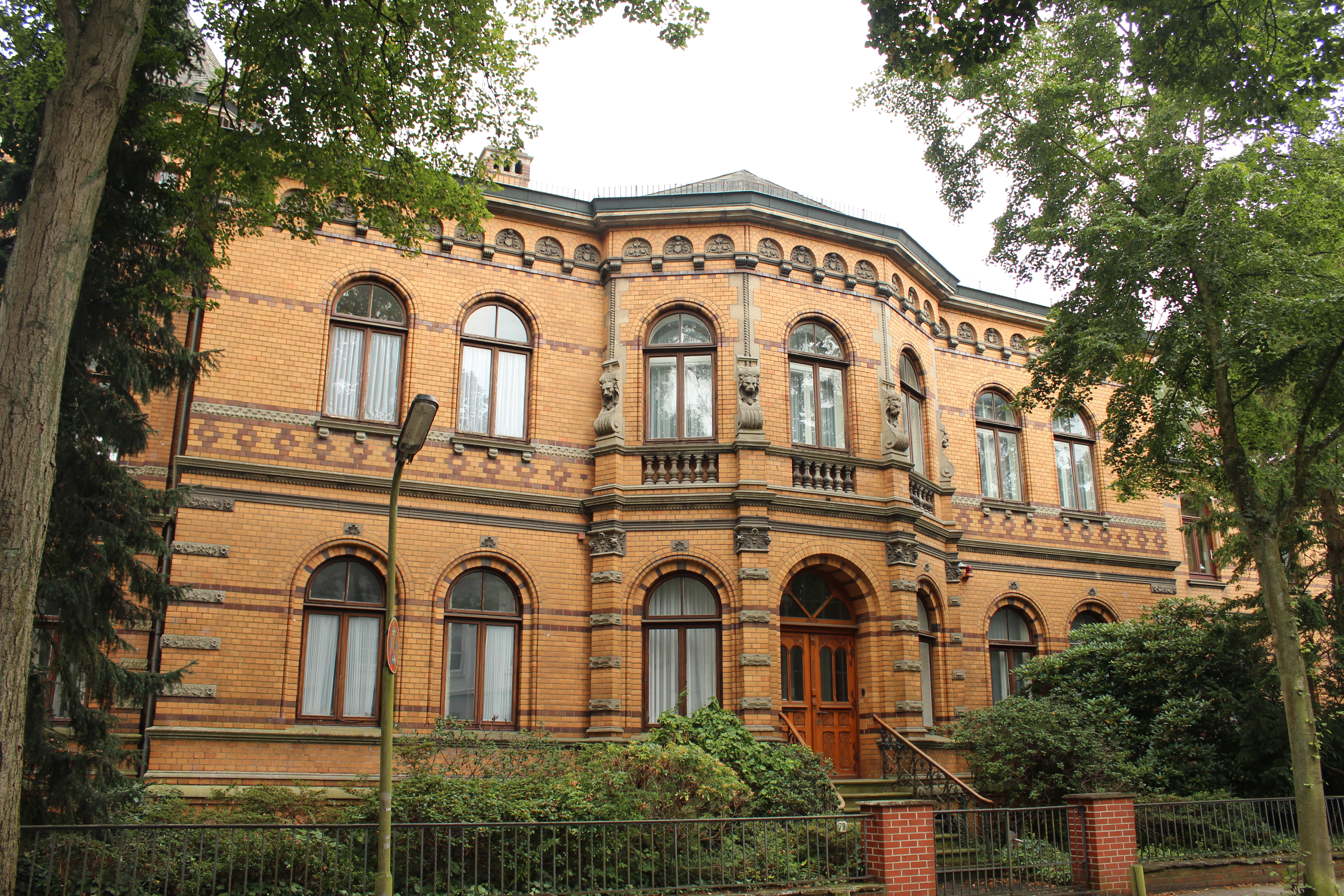
Villa Schröder in Vegesack Weserstraße 79

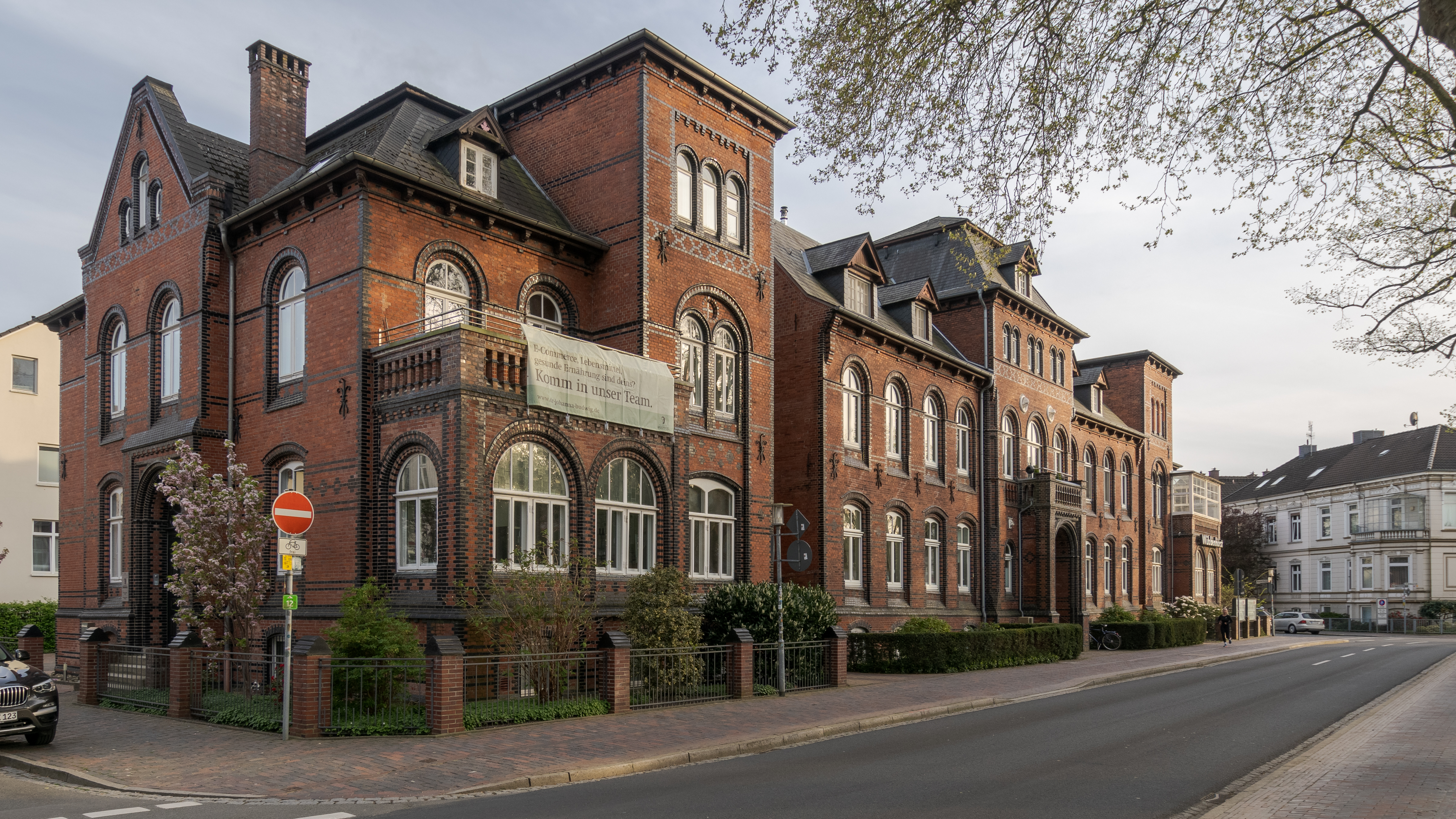
Gebäudeensemble Moltkestr. 24, Roonstr. 7 & Bismarckstr. 12 in Oldenburg

Anton Ludwig Dietrich Alexander Klingenberg (* 29. Oktober 1840 in Wittmund; † 1. April 1924 in Elmendorf) war ein deutscher Architekt.

## Biografie
Klingenberg war der Sohn des späteren Amtsrentmeisters Ernst Georg Klingenberg (1797–1869) und der Margarethe Elisabeth geb. Richter (1807–1887). Er wuchs als eines von sechs Kindern in Wittmund auf. Sein älterer Bruder Ernst (1830–1918) wurde später ebenfalls Architekt.
Nach dem Besuch der Volksschule in Wittmund und des Gymnasiums in Jever absolvierte Klingenberg ab 1856 eine Maurerlehre und studierte er ab 1859 an der Universität München. Danach leitete er als Bauführer den Bau der Stadtkirche Rotenburg. Anschließend unternahm er ausgedehnte Studienreisen durch Nordamerika, England, Frankreich und Spanien, wo er als Bauzeichner arbeitete. In Frankreich und England beschäftigte er sich intensiv mit den Bauformen und dem Bauschmuck des Mittelalters und gab später einen umfangreichen Band mit eigenen Skizzen mittelalterlicher Bauornamente heraus. Auf diesen Reisen begründete er seine Vorliebe für mittelalterliche Stilelemente unter Verwendung von Back- und Sandstein, glasierten Mauersteinen und ornamentalem Beiwerk. Nach seiner Rückkehr nach Deutschland war er zunächst kurze Zeit beim Staatsbauamt in Hamburg angestellt, machte sich aber bereits 1867 als Architekt selbständig und errichtete von 1871 bis 1874 eine Reihe von Wohnhäusern und Amtsgebäuden im Marinehafen Wilhelmshaven. 1875 übersiedelte er nach Oldenburg, wo er zusammen mit seinem Partner Hugo Weber ein erfolgreiches Büro unterhielt. Neben zahlreichen Wohnhausbauten leitete er nach den modifizierten Plänen seines Bruders Ernst auch den Umbau der Lambertikirche, bei dem der Hauptturm in neugotischem Stil errichtet wurde, der später teilweise wieder abgebrochen wurde. Ab 1890 unterhielt er ein weiteres Büro in Bremen. Im Großraum Oldenburg und in Bremen errichtete er zahlreiche öffentliche Bauten, so z. B. das Alte Kurhaus in Bad Zwischenahn (1874) und das Wittmunder Kreishaus (1901) sowie das Gerichtsgebäude Domsheide in Bremen (1895), das Provinziallandeshaus in Münster (1898/1901) sowie mehrere Bahnhöfe.
Klingenberg war Mitglied im Hamburger Künstlerverein von 1832. Er besaß ausgeprägte kunsthandwerkliche Interessen und gehörte zu den Mitbegründern des Oldenburger Kunstgewerbemuseums. Der geschäftliche Erfolg ermöglichte ihm den Erwerb eines großen Besitzes in Elmendorf am Zwischenahner Meer, wo er bis zu seinem Tode lebte.

## Familie
Klingenberg heiratete am 7. November 1869 Sophie Wilhelmine geb. Ulex (1844–1919), der Tochter des Lehrers an der Hamburgischen Pharmaceutischen Lehranstalt Georg Ludwig Ulex (1811–1883) und dessen Ehefrau Sophie geb. Dieterichs (1818–1913). Das Ehepaar hatte zwei Töchter und fünf Söhne, von denen der Sohn Georg (1870–1925) Hochschullehrer und Vorstandsmitglied der AEG wurde, der Sohn Walter wurde ebenfalls Architekt.
Ehrungen
In Oldenburg ist eine Straße nach Ludwig Klingenberg benannt.

## Bauten und Entwürfe (Auswahl)
Im Stil des Historismus entwarf Klingenberg:
- 1874: Altes Kurhaus in Bad Zwischenahn (später verändert; unter Denkmalschutz)
- 1886: Villa Bischoff in Vegesack, Weserstraße 84 (gemeinsam mit Hugo Weber)
- 1887: Villa Schröder in Vegesack, Weserstraße 78a/79 (gemeinsam mit Hugo Weber)
- 1888/89: Villa Danziger in Vegesack, Weserstraße 80/81 (gemeinsam mit Hugo Weber), nicht erhalten.
- 1890: Wettbewerbsentwurf für das neue Gerichtshaus in Bremen, an der Domsheide (gemeinsam mit Hugo Weber; prämiert mit dem 2. Preis; in überarbeiteter Fassung ab 1891 ausgeführt)
- 1896: Wettbewerbsentwurf für das Provinzialständehaus in Münster (Westfalen) (prämiert mit dem 1. Preis; in von fremder Hand überarbeiteter Fassung ab 1898 ausgeführt)
- 1898: Strandlust Vegesack, Rohrstraße 11 (gemeinsam mit Hugo Weber), mehrmals umgebaut.
- 1901: Kreishaus des Landkreises Wittmund in Wittmund, Marktplatz

## Veröffentlichung
- Die ornamentale Baukunst des Mittelalters. Nach eigenen Aufnahmen bearbeitet und herausgegeben. Lüttich und Leipzig, ohne Jahresangabe.